# PZL I-22 Iryda
PZL I-22 Iryda / PZL M93 Iryda / PZL M96 Iryda byl polský vojenský dvoumístný cvičný a lehký bojový podzvukový letoun. Jednalo se o proudový dvoumotorový hornoplošník.

## Vývoj
Závod PZL Mielec začal v roce 1976 vyvíjet cvičný letoun PZL I-22 Iryda, který se měl stát nástupcem typu PZL TS-11 Iskra. V roce 1982 v Mielci začali s výrobou prototypů. První let prototypu proběhl 5. března 1985. Původně I-22 měly motor SO-3W22. V roce 1987 se druhý prototyp zřítil během letových zkoušek. Do roku 1991 byly postaveny ještě další 4 prototypy. Poslední prototyp se stal předlohou pro sériovou výrobu. Polská armáda objednala v roce 1992 12 letadel I-22 Iryda. Tento počet byl následně zredukován do 8 kusů. 
Po zhotovení několika objednaných letadel byly ministerstvem změněny požadavky a v roce 1992 byl motor SO-3W22 nahrazen motorem K-15 a název letounu byl změněn na Iryda M93 (s motorem K-15 bylo letadlo označováno jako Iryda M93K). V roce 1994 byla postavena verze Iryda M93V s motorem Rolls-Royce Viper. Verze s motorem K-15 a francouzskou avionikou Sagem byla označena jako Iryda M93F. Následně vznikly projekty dalších dvou verzí letadla - průzkumná (M-93R) a mořská (M-93M). 
V letech 1992-1996 sloužilo v polském letectvu celkem 8 letounů I-22 Iryda/Iryda M-93 (3 různé verze letadla). Z montážní linky mělo vzejít 19 kusů, ale ne všechny byly dokončeny (nakonec bylo sériově postaveno 11 strojů). V roce 1996 došlo ke katastrofě armádního stroje s motorem SO-3W22 (nejstarší verze letadla). Na základě M-93 byl v roce 1996 vyvinut M-96 s novou avionikou a několika dalšími modifikacemi (byl postaven prototyp). Na verzi M-96 byl přestavěn jeden z armádních strojů. Ostatní armádní stroje měly být také přestavěny na verzi M-96, ale firma PZL Mielec se dostala do finančních problémů a k přestavbě nedošlo. Program M-96 byl oficiálně ukončen v roce 2002. 
V roce 2002 zájem o stroj I-22 Iryda projevila Indie, která hledala náhradu za dosud používané polské cvičné letouny TS-11 Iskra, ale výroba I-22 byla už v té době definitivně ukončena. 
Projekt I-22 Iryda/M-93/M-96 po katastrofě prototypu v roce 1987 začal nabírat zpoždění, které ještě zhoršila politická a ekonomická transformace zahájená v roce 1989. V roce 1995 někteří polští politici (zejména ministři Zbigniew Okoński a Janusz Onyszkiewicz) začali prosazovat nákup vysloužilých německých cvičných letadel Dassault/Dornier Alpha Jet a tlačit na ukončení programu I-22/M-93. Katastrofa armádního I-22 v roce 1996 byla využita odpůrci programu I-22/M-93 k jeho prvnímu zastavení projektu. Od této chvíle se program až do úplného ukončení v roce 2002 potýkal s neustálými ekonomickými a politickými překážkami. Z ekonomických důvodu (větší spotřeba paliva než vysloužilé proudové TS-11 a turbovrtulový PZL-130 Orlik) byly armádní cvičné I-22/M-93/M-96 vyřazeny z činné služby a později předány do leteckých muzeí.

## Specifikace (M93)

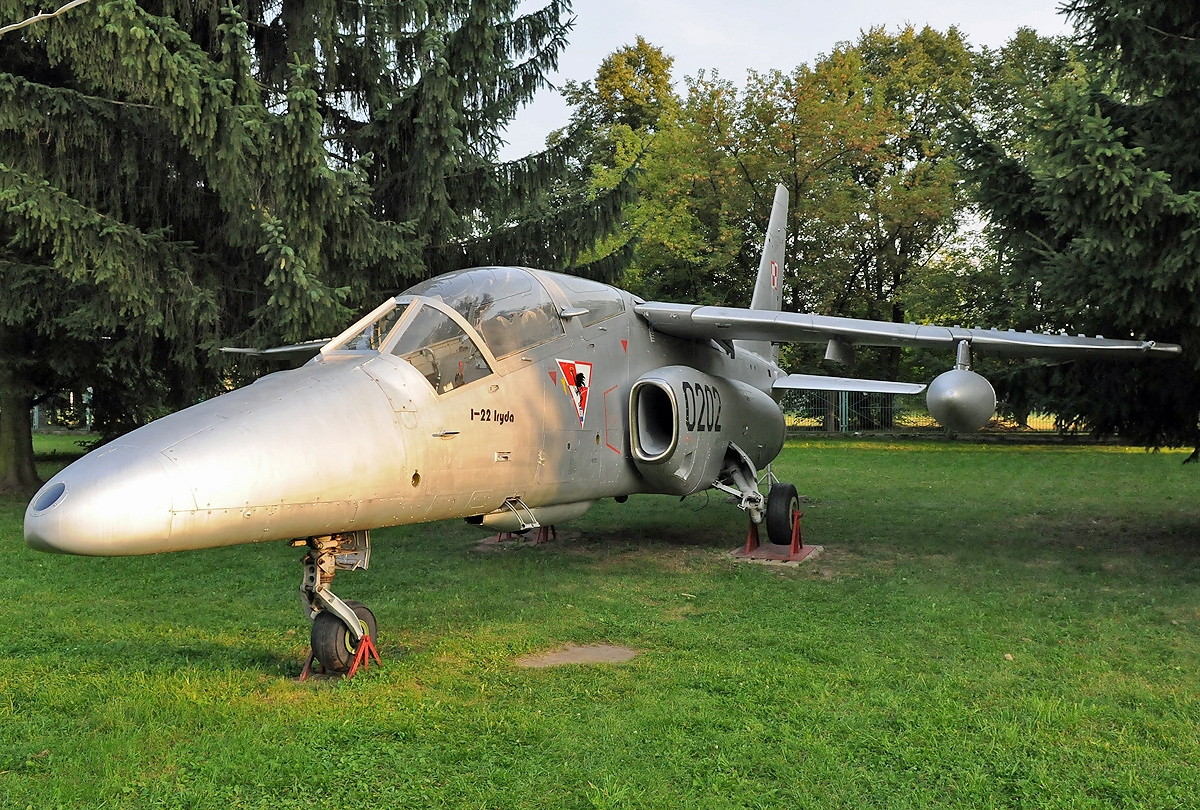
I-22 Iryda

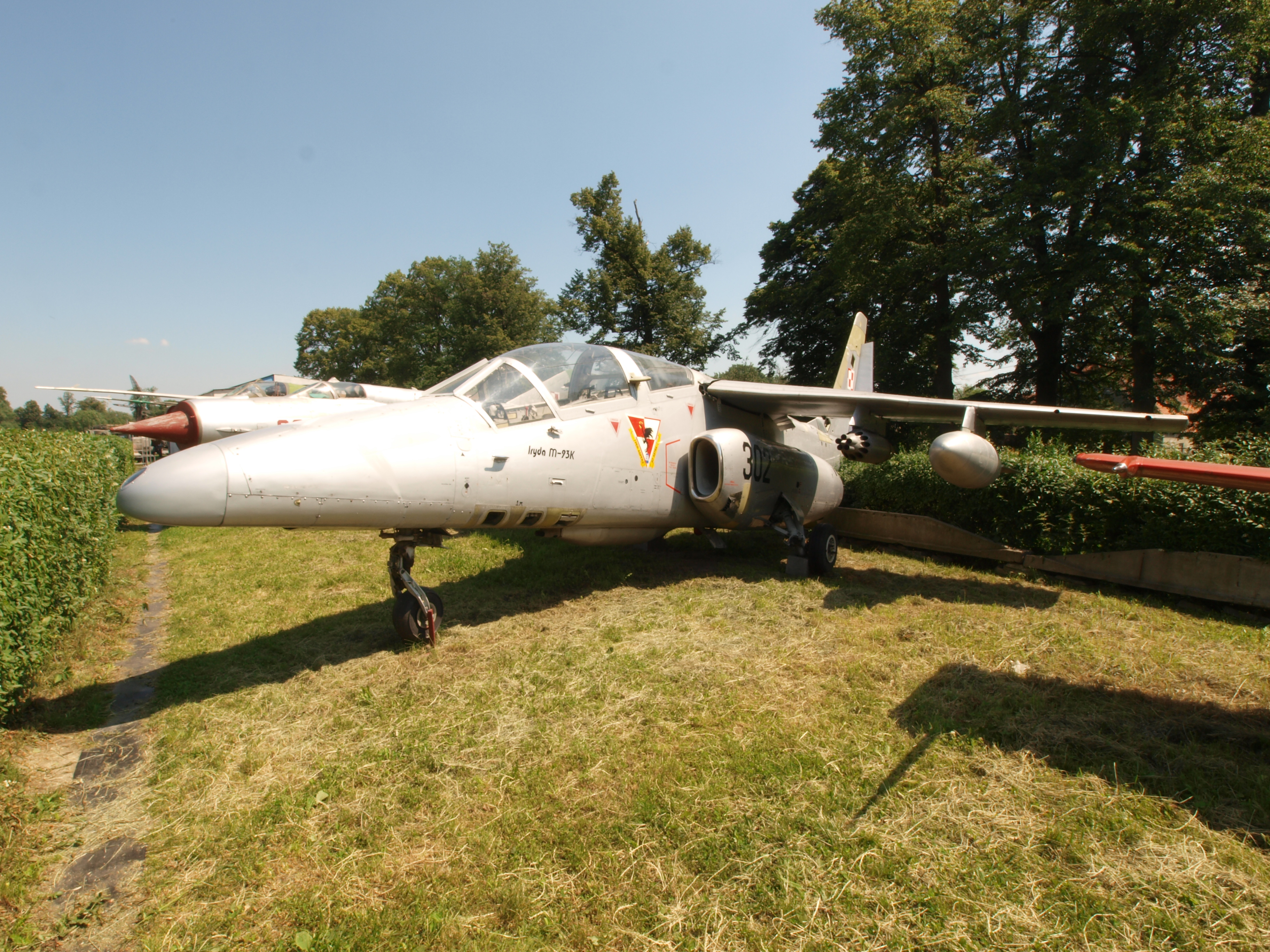
I-22 Iryda (M93)

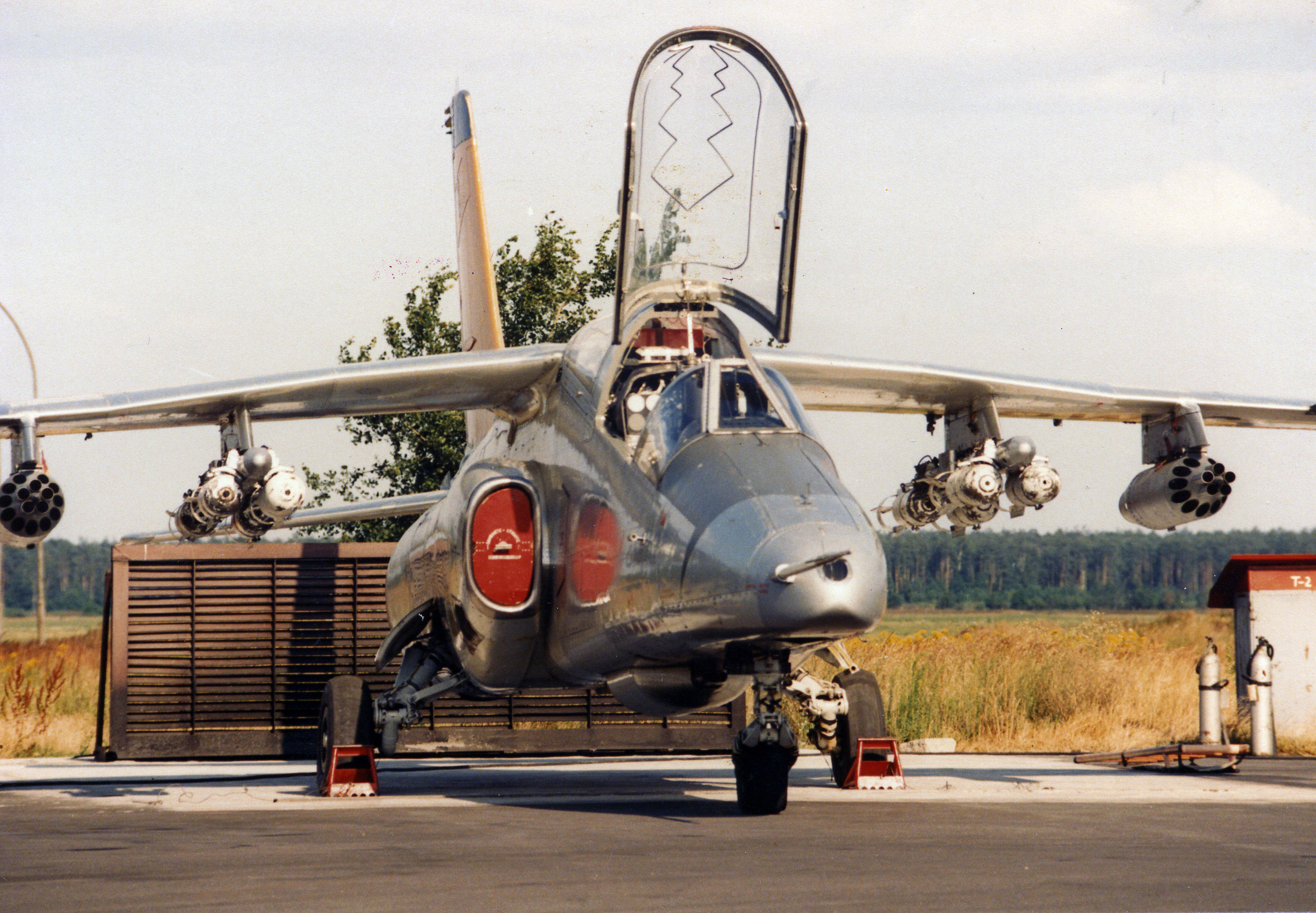
I-22 Iryda s výzbrojí

Zdroj:

### Technické údaje
- Posádka: 2 (adept, instruktor)
- Rozpětí: 9,6 m
- Délka: 13,22 m
- Výška: 4,3 m
- Nosná plocha: 19,92 m²
- Plošné zatížení: ? kg/m²
- Prázdná hmotnost: 4 600 kg
- Maximální vzletová hmotnost: 7 500 kg
- Užitečný náklad: 1 800 kg
- Pohonná jednotka: 2 × proudový motor PZL K-15 o výkonu 14,7 kN (každý)

### Výkony
- Maximální rychlost: 940 km/h (0,82 Machu)
- Dolet: 1 200 km
- Dostup: 13 700 m (s jedním běžícím motorem 9 000 m)
- Stoupavost: 41 m/s (s jedním běžícím motorem 12,4 m/s)

### Výzbroj
- 1× kanón Grjazev-Šipunov GŠ-23 ráže 23 mm
- možnost další výzbroje na čtyřech podkřídelních závěsnících (rakety, bomby, přídavné palivové nádrže, apod.)